# Epicroesa
Epicroesa é um gênero de mariposa pertencente à família Acrolepiidae.